# Rupia zanzibarí
La rupia (en árabe: روپيه) fue la moneda de Zanzíbar a partir de 1908 al 31 de diciembre de 1935. Se subdividía en 100 centavos (en árabe: سنت).

## Historia
La rupia sustituyó al Ryal de Zanzíbar, a razón de 2⅛ rupias = 1 Ryal. Esta moneda era equivalente a la rupia india, que también estaba en circulación. La rupia de Zanzíbar se mantuvo igual a la rupia india pero fue reemplazada el 1 de enero de 1936, por el chelín de África del Este, a razón de 1 ½ chelines = 1 rupia de Zanzíbar.

## Monedas
Las monedas fueron introducidos en 1908 en denominaciones de 1, 10 y 20 centavos. No se han emitido más monedas que las anteriormente mencionadas.
| Valor       | Año  | Metal  |
| ----------- | ---- | ------ |
| 1 centavo   | 1908 | Bronce |
| 10 centavos | 1908 | Bronce |
| 20 centavos | 1908 | Níquel |

## Billetes
En 1908, los billetes que fueron introducidos por el gobierno de Zanzíbar contaban con las denominaciones de 5, 10, 20, 50, 100 y 500 rupias, luego se agregaron los billetes de 1 rupia en 1920. El papel moneda fue publicado hasta 1928. Estos billetes son muy raros en el mercado numismático hoy en día. El catálogo estándar "World Paper Money" informa que la casa de subastas Spink vendió un billete de 100 rupias fechado en 1916, en estado bueno (fine), en 7360 dólares.